# جوش لويس
جوش لويس (بالإنجليزية: Josh Lewis)‏ هو موسيقي أمريكي، ولد في 15 أكتوبر 1967.